# Internationale Filmfestspiele von Cannes 2003
Die 56. Internationalen Filmfestspiele von Cannes 2003 fanden vom 14. Mai bis zum 25. Mai 2003 statt.

## Wettbewerb

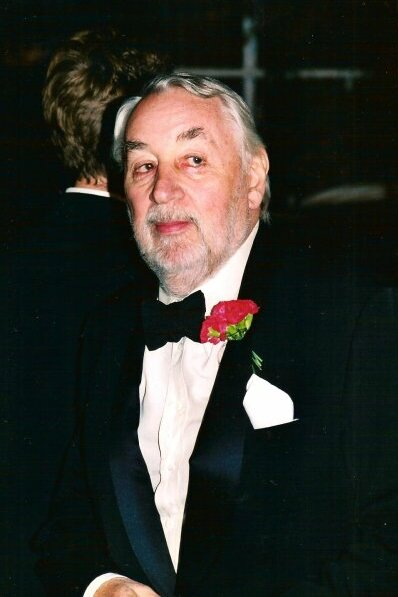
Philippe Noiret, 2003 in Cannes

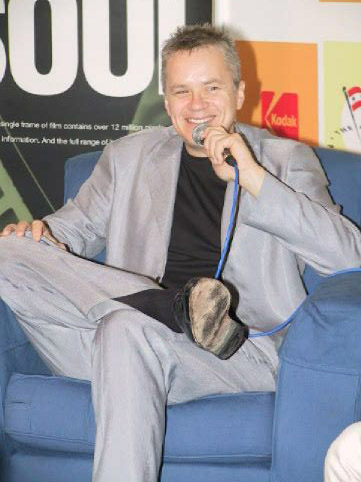
Tim Robbins in Cannes

Im Wettbewerb des Festivals wurden im Jahr 2003 folgende Filme gezeigt:
| Filmtitel                  | Regisseur         | Produktionsland              | Darsteller (Auswahl)                                 |
| Akarui mirai               | Kiyoshi Kurosawa  | Japan                        |                                                      |
| The Brown Bunny            | Vincent Gallo     | USA, Japan, Frankreich       | Vincent Gallo, Chloë Sevigny                         |
| Carandiru                  | Héctor Babenco    | Brasilien, Argentinien       |                                                      |
| Ce jour-là                 | Raúl Ruiz         | Frankreich, Schweiz          | Bernard Giraudeau, Elsa Zylberstein                  |
| Les Côtelettes             | Bertrand Blier    | Frankreich                   | Philippe Noiret, Michel Bouquet                      |
| Il Cuore altrove           | Pupi Avati        | Italien                      | Neri Marcorè, Vanessa Incontrada, Giancarlo Giannini |
| Dogville                   | Lars von Trier    | DK, S, N, FIN, UK, F, D, NL  | Nicole Kidman, Harriet Andersson, Lauren Bacall      |
| Elephant*                  | Gus Van Sant      | USA                          |                                                      |
| Die Flüchtigen             | André Téchiné     | Frankreich, UK               | Emmanuelle Béart, Gaspard Ulliel                     |
| Fünf Uhr am Nachmittag     | Samira Makhmalbaf | Iran, Frankreich             |                                                      |
| Die Invasion der Barbaren  | Denys Arcand      | Kanada, Frankreich           | Rémy Girard, Stéphane Rousseau, Marie-Josée Croze    |
| Die kleine Lili            | Claude Miller     | Frankreich, Kanada           | Nicole Garcia, Bernard Giraudeau, Ludivine Sagnier   |
| Mystic River               | Clint Eastwood    | USA                          | Sean Penn, Tim Robbins, Kevin Bacon                  |
| Shara – Licht und Schatten | Naomi Kawase      | Japan                        |                                                      |
| Swimming Pool              | François Ozon     | Frankreich, UK               | Charlotte Rampling, Ludivine Sagnier, Charles Dance  |
| Tiresia                    | Bertrand Bonello  | Frankreich, Kanada           | Laurent Lucas                                        |
| The Tulse Luper Suitcases  | Peter Greenaway   | UK, E, I, L, NL, RUS, HUN, D | JJ Feild, Caroline Dhavernas, Jordi Mollà            |
| Uzak – Weit                | Nuri Bilge Ceylan | Türkei                       | Muzaffer Özdemir, Mehmet Emin Toprak                 |
| Vater und Sohn             | Alexander Sokurow | Russland, D, I, NL           |                                                      |
| Zi hudie                   | Lou Ye            | China, Frankreich            | Zhang Ziyi                                           |

* = Goldene Palme

## Internationale Jury
Der französische Regisseur Patrice Chéreau war in diesem Jahr Jurypräsident. Er stand einer Jury mit folgenden Mitgliedern vor: Aishwarya Rai, Meg Ryan, Karin Viard, Erri Di Luca, Jean Rochefort, Steven Soderbergh, Danis Tanović und Wen Jiang.

## Preisträger

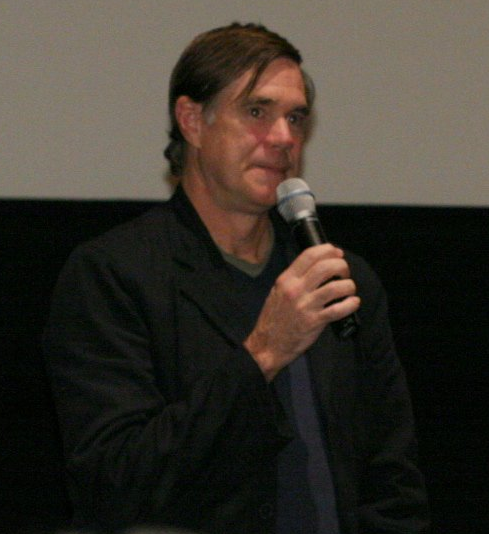
Gus Van Sant

- Goldene Palme: Elephant von Gus Van Sant
- Großer Preis der Jury: Uzak – Weit
- Jurypreis: Fünf Uhr am Nachmittag
- Bester Schauspieler: Muzaffer Özdemir und Mehmet Emin Toprak in Uzak – Weit (Mehmet Emin Toprak erhielt den Preis postum verliehen. Er war kurze Zeit vor dem Festival bei einem Autounfall ums Leben gekommen. Der Preis war der erste Darstellerpreis für türkische Schauspieler in der Geschichte des Festivals.)
- Beste Schauspielerin: Marie-Josée Croze in Die Invasion der Barbaren
- Beste Regie: Gus Van Sant für Elephant
- Bestes Drehbuch: Denys Arcand für Die Invasion der Barbaren

## Weitere Preise

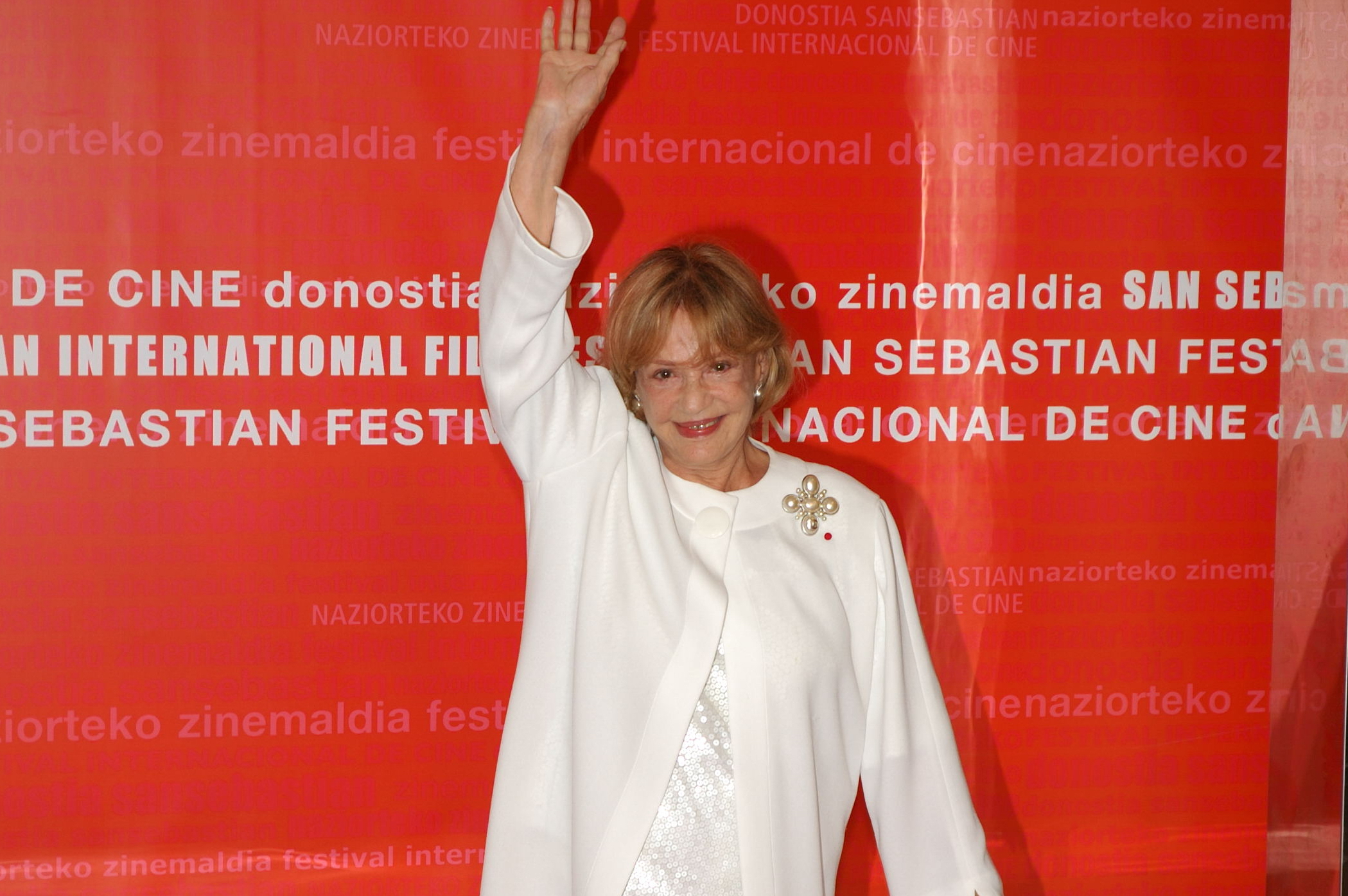
Jeanne Moreau

Jeanne Moreau erhielt in diesem Jahr eine Ehrenpalme für ihr Lebenswerk.
- FIPRESCI-Preis: Vater und Sohn
- Preis der Ökumenischen Jury: Fünf Uhr am Nachmittag

## Un Certain Regard
In der Sektion Un Certain Regard wurden in diesem Jahr unter anderem diese Filme gezeigt:
American Splendor von Shari Springer Berman und Robert Pulcini, September von Max Färberböck, Die Soldaten von Salamina von David Trueba, Talaye Sorkh von Jafar Panahi, Young Adam von David Mackenzie. Den Un Certain Regard Preis gewann in diesem Jahr der italienische Film Die besten Jahre von Marco Tullio Giordana.